# Xavier Quintillà i Guasch
Xavier "Xavi" Quintillà i Guasch (Lleida, 23 d'agost de 1996) és un futbolista professional català que juga per l'AD Alcorcón. Principalment és un lateral esquerre, però també pot jugar de defensa central. És germà de Jordi Quintillà.

## Trajectòria

### Inicis
Va començar a jugar al planter de la UE Lleida,on va romandre durant set anys, des de prebenjamí fins al primer Infantil. El 2009 va arribar a la Masia del FC Barcelona al costat del seu germà Jordi Quintillà (dos anys més gran), a les files de l'Infantil "A". Durant el 2010 tot i pertànyer al Cadet, disputava sense problema algun dels partits amb el Juvenil "B" guanyant-se fins i tot la titularitat dins de l'onze com a lateral esquerra i fins i tot com a pivot; amb l'equip de Sergi Barjuan va quedar subcampió del Mundial de Clubs de Madrid 2009-10. Aconseguiria proclamar-se campió com a cadet a la Mediterranean International Cup (MIC) imposant-se per penals al RCD Espanyol.
Després d'això, el 2011 va aconseguir conquistar la Lliga Nacional i la Copa Catalunya, sota les ordres de García Pimienta. A l'any següent passaria a formar part del Juvenil "A", prenent en aquest últim un fort protagonisme gràcies a Jordi Vinyals que fins i tot resultaria a ser convocat amb el filial en l'última jornada de la temporada 2012-13. El seu bon nivell li permetria jugar tot durant la campanya següent, resultant al final campions de la Divisió d'Honor i a més de la primera edició de la Lliga Juvenil de la UEFA.
Durant la posterior campanya, Quinti es va convertir en capità i referent de la defensa culé, encara que l'equip no aconseguiria bons resultats quedant quarts en la taula de classificació.

### FC Barcelona "B"
A causa de la seva influència i creixement, al juliol de 2015 va renovar com a blaugrana fins al 2018, passant a tenir fitxa del Barça "B" comandat per Gerard López. Va debutar de manera oficial el 22 de setembre contra la UE UE Cornellà, amb derrota per 2-1; sent Xavi substituït en el minut 40' per Elohor Godswill.

### Vila-real
Al setembre de 2017 va passar lliure al Vila-real CF, per jugar en el filial en Segona Divisió B.
A principis de 2019 va debutar en primera divisió i va iniciar la temporada 2019-20, ja com a membre de la primera plantilla, sent titular.
El 18 d'agost de 2020 va ser cedit al Norwich City FC una temporada. Va marcar-hi el primer gol en una victòria per 3 a 1 contra el Queens Park Rangers el següent 24 d'abril, i va acabar la temporada a Carrow Road com a campió.
El 10 de juliol de 2021, Quintillà va ser cedit al CD Leganés de segona divisió per una temporada, amb opció de compra.